# Felipe Nasr
Luiz Felipe de Oliveira Nasr (Brasilia, Brazil, 21. kolovoza 1992.) je brazilski vozač u Formuli 1.
Godine 2009. je osvojio naslov u europskoj Formuli BMW. 2011. osvaja naslov u britanskoj Formuli 3. 2015. debitirao je u Formuli 1 za momčad Sauber.

## Karijera u Formuli 1
2014. - Williams, test vozač
2015. - Sauber, 27 bodova, 13. mjesto 
2016. - Sauber, 2 boda, 17. mjesto